# Draft BAA 1947
Il Draft BAA 1947 si è svolto il 1º luglio 1947 a Detroit, Michigan. Fu il primo dei tre draft della Basketball Association of America (BAA) prima della fusione con la National Basketball League (NBL), dalla quale nacque la National Basketball Association (NBA). Furono scelti anche alcuni futuri membri della Hall of Fame.

## Giocatori scelti al 1º giro
|  | = All-Star      |
|  | = Hall of Famer |

| Scelta | Giocatore           | Nazionalità | Squadra BAA             | Scuola/ex squadra |
| ------ | ------------------- | ----------- | ----------------------- | ----------------- |
| 1      | Clifton McNeely     | Stati Uniti | Pittsburgh Ironmen      | UTEP              |
| 2      | Glen Selbo (G/F)    | Stati Uniti | Toronto Huskies         | Wisconsin         |
| 3      | Bulbs Ehlers (F/G)  | Stati Uniti | Boston Celtics          | Purdue            |
| 4      | Walt Dropo          | Stati Uniti | Providence Steamrollers | Connecticut       |
| 5      | Dick Holub (C)      | Stati Uniti | New York Knicks         | Long Island       |
| 6      | Chink Crossin (G)   | Stati Uniti | Philadelphia Warriors   | Pennsylvania      |
| 7      | Jack Underman       | Stati Uniti | St. Louis Bombers       | Ohio State        |
| 8      | Paul Huston (F)     | Stati Uniti | Chicago Stags           | Ohio State        |
| 9      | Dick O'Keefe        | Stati Uniti | Washington Capitols     | Santa Clara       |
| 10     | Larry Killick (G/F) | Stati Uniti | Baltimore Bullets       | Vermont           |

## Altri giocatori scelti con presenze nella BAA o nella NBA
| Scelta | Giocatore       | Nazionalità | Squadra NBA             | Scuola/ex squadra |
| ------ | --------------- | ----------- | ----------------------- | ----------------- |
| -      | Elmer Gainer    | Stati Uniti | Baltimore Bullets       | DePaul            |
| -      | Harry Gallatin  | Stati Uniti | Baltimore Bullets       | UNLV              |
| -      | Chick Reiser    | Stati Uniti | Baltimore Bullets       | New York          |
| -      | Hank Biasatti   | Canada      | Boston Celtics          | Long Island       |
| -      | Johnny Ezersky  | Stati Uniti | Boston Celtics          | Rhode Island      |
| -      | Jack Hewson     | Stati Uniti | Boston Celtics          | Temple            |
| -      | Gene Stump      | Stati Uniti | Boston Celtics          | DePaul            |
| -      | Jimmy Darden    | Stati Uniti | Chicago Stags           | Denver            |
| -      | Andy Phillip    | Stati Uniti | Chicago Stags           | Illinois          |
| -      | Jim Pollard     | Stati Uniti | Chicago Stags           | Stanford          |
| -      | Ben Schadler    | Stati Uniti | Chicago Stags           | Northwestern      |
| -      | Don Smith       | Stati Uniti | Chicago Stags           | Minnesota         |
| -      | Gene Vance      | Stati Uniti | Chicago Stags           | Illinois          |
| -      | Andy Duncan     | Stati Uniti | New York Knicks         | William & Mary    |
| -      | Wat Misaka      | Stati Uniti | New York Knicks         | Utah              |
| -      | Fritz Nagy      | Stati Uniti | Pittsburgh Ironmen      | Akron             |
| -      | Bob Hubbard     | Stati Uniti | Providence Steamrollers | Springfield       |
| -      | Paul Napolitano | Stati Uniti | St. Louis Bombers       | San Francisco     |
| -      | Paul Hoffman    | Stati Uniti | Toronto Huskies         | Purdue            |
| -      | Red Rocha       | Stati Uniti | Toronto Huskies         | Oregon State      |
| -      | Paul Cloyd      | Stati Uniti | Washington Capitols     | Wisconsin         |
| -      | John Mandic     | Stati Uniti | Washington Capitols     | Oregon State      |
| -      | Saul Mariaschin | Stati Uniti | Washington Capitols     | Harvard           |
| -      | Irv Rothenberg  | Stati Uniti | Washington Capitols     | Long Island       |
| -      | Jack Tingle     | Stati Uniti | Washington Capitols     | Kentucky          |
| -      | Matt Zunic      | Stati Uniti | Washington Capitols     | George Washington |